# Megye (Középfölde)
A Megye a képzeletbeli Középfölde egy területe, melyet J.R.R. Tolkien – több más munkája mellett – például A Gyűrűk Ura című könyvében is bemutat. Ez egy olyan terület, melyet kizárólag csak hobbitok laknak, akik – bár névleg a király alattvalói – általában nem avatkoztak a Megyén kívüli világ dolgaiba. A Megye Középfölde északnyugati részén, Eriadorban terül el. Neve nyugoriul Sûza "Megye" vagy Sûzat "A Megye".
Tolkiennek megfelelően a Megye 40 ligát/númenori lár-t (120 mérföld) tesz ki széltében a nyugati Messzi Dombságtól a keleti végéig, a Borbuggyan hídjáig, és 50 ligát/númenori lár-t (150 mérföld) a nyugati láptól a déli mocsarakig. Teljes területe körülbelül 18000 négyzetmérföld. A Megye közepét a Háromfertályos kő jelzi.

## Földrajz
A Megyét keleten a Borbuggyan (Baranduin) folyó határolja. (A folyótól keletre terül el Bakföld egészen a Nagykerítésig, mely az Öregerdőtől védte az ottlakókat. Annak ellenére, hogy Bakföldön szép számban éltek hobbitok is, a terület egészen a Gyűrűháború utánig formálisan nem tartozott a Megyéhez.) Északról és nyugatról a Megyének nincs topográfiai határa, csak az ősi déli és keleti utak és olyan határozatlan földrajzi elemek, mint például a Messzi Dombság.
A Megye eredetileg négy fertályra oszlott:
- Északi fertály: hűvösebb, szárazabb mezők (Zöldmező, Zabkomlós, Nagysziklád, Északi Láp, Rönkös erdő).
- Nyugati fertály: alacsonyabban fekvő vidékek (Hobbitfalva, Tukföld, Csavard, Zsineges, Kisüreg, Nagyüreg, Sápkút, Messzi Dombság, Fehér dombok).
- Déli fertály: védett szántóföldek (Lápatorok, Tarisznyád, Keményfenek, Zöld Dombság).
- Keleti fertály: vegyes területek – erdők, lápok, szántók, kőfejtők (Békásfenék, Tönkös, Szirtes, Kotorékfő).

Később két szomszédos területet is a Megyéhez csatoltak: Bakföldet (Keletvég) és Nyugatvéget. Az előbbit Harmadkor 2340-ben foglalták el a hobbitok, az utóbbit pedig a negyedkor 32. évében Elessar király adományozta nekik.
A fertályok kisebb járásokra oszlottak, melyek a régi nemzetségek neveit viselték, például Tukföldön szinte kivétel nélkül csak Tukok éltek. A legtöbb esetben a hobbitok vezetékneve a családjuk származására utal: Csavardi Samu neve a Nyugati fertályban található Csavard falunévből ered, a családjuk ugyanis onnan származik. Bakföld pedig az Aggbak (később Borbak) nemzetségről kapta a nevét.
A Megye meglehetősen sűrűn lakott hely, sok faluval és néhány várossal, de azért nagy volt ahhoz, hogy maradjanak vad erdőségek és mocsarak is. Kicsi, de gyönyörű és termékeny vidék, amit lakói nagyon kedvelnek. A hobbitok kiterjedt mezőgazdasági művelést folytattak, ami viszont nem járt iparosítással. Sokféle különböző termékeket találhatunk meg náluk: gabonát, gyümölcsöt, fát és pipadohányt (mivel a füstölés a hobbitok kedvenc szokása). 
|  | Alább a cselekmény részletei következnek! |

## Történelme
1601-ben kezdődött a megyei időszámítás. A Brí-beli hobbitok ekkor kaptak arra engedélyt a fornosti nagy királytól (II. Argeleb), hogy letelepedjenek a Borbuggyan folyó és a Messzi Dombság közötti területen, azzal a feltétellel, hogy elismerik a király fennhatóságát és jó állapotban tartják a terület úthálózatát és hídjait.
Az utolsó fornosti csatával (ahová állítólag néhány íjászt küldtek a király megsegítésére) véget ért az Északi Királyság; a hobbitok függetlenné váltak és saját maguk közül választottak thánt, hogy betöltsék a király megüresedett helyét. (Az első thán az Aggbak nemzetség vezetője lett, majd később évszázadokig a Tuk-ház feje viselte ezt a tisztséget.)
A Fekete Vész után jólétben éltek és sokasodtak vagy ezer éven át, míg a Hosszú Tél és az azt követő éhinség meg nem tizedelte soraikat (Nagy Nyomorúság mi. 1158-60). Aztán az újból virágzó területet dúnadán vándorok vigyázták és védték, figyelték a határait és távol tartották a betolakodókat. Az egyedüli idegenek, akik beléptek a Megyébe a törpök voltak, akik a Megyét átszelő nagy keleti Úton jutottak el a Kék-hegységben lévő bányáikhoz, illetve alkalmanként a tündék Szürkerév felé vezető útjukon.
Ez a békés állapot megváltozott, miután Zsákos Bilbóhoz került az Egy Gyűrű a megyei időszámítás 1341. évében. Nem sokkal A Gyűrűk Urában leírt események kezdete után (mi. 1418 ősze), először megjelent a kilenc Gyűrűlidérc, majd a Megye Szarumán befolyása alá került. Szarumán Tarisznyádi-Zsákos Lothót nevezte ki Főnöknek, aki rendőrállamá változtatta a Megyét és kemény harcot folytatott a terület iparosításáért, ami általános elkeseredést és komoly ökológiai károkat okozott.
A Megye a visszatérő Frodó, Samu, Trufa és 
Pippin segítségével szabadult fel az 1419-es morotvai csata megnyerésével. A Megye újjáélesztésében nagy szerepet kapott Samu ajándéka, mit Galadrieltől kapott: az ezüstdióból következő tavasszal egy mallornfa hajtott ki a Tanácstéren, Lórien pora pedig hihetetlen növekedésre késztette a belé ültetett magokat és csemetéket. Az 1420-as év különösen csodálatos év volt a Megyében: "a gazdagság, a növekedés érzése, a minden halandó nyarat megelőző szépség, ami ott csillogott Középföldén".
Miután Aragorn (kit Elessar néven Arnor és Gondor királyává koronáztak) megalapította az Újraegyesült Királyságot, teljes önkormányzatot adott a hobbitoknak és egy rendeletettel megtiltotta, hogy a Nagyok népe belépjen a Megye területére.

## Kormányzat
A Megyének a királyság megszűnése után tulajdonképpen nem volt semmiféle kormányzata. Két közintézmény működött: a postaszolgálat és a megyeőrség, és ebben a békés országban az előbbinek lényegesen több tennivalója akadt. Megyeőröknek a hobbitok a rendőreiket nevezték, valójában inkább csőszök voltak, mert többet törődtek az elbitangolt jószággal, mint más bitangokkal.
A Megye egyetlen valódi tisztviselője a – hét évre megválasztott – nagyüregi (vagy megyei) ispán, aki a postamester és a főmegyeőr hivatalát felügyelte.
A thán volt a megyei gyűlés vezetője, a sereg toborzóvezére és a legfőbb hadúr. Mivel olyan rendkívüli állapot, amikor ilyen közreműködésre szükség lett volna már rég nem fordult elő, a thánságból pusztán névleges méltóság lett.
A megyei hobbitok a hajdani királyoktól származtatták törvényeiket és meg is tartották őket szabad akaratukból, „mert a törvény az törvény (így mondták): régtől való és igazságos”.
(Voltak ugyan ügyvédek a hobbitok között is, de ők leginkább végrendeletekkel és hagyatéki ügyekkel foglalkoztak.) Frodó azt állította, hogy soha nem volt olyan hobbit, aki szándékosan megölt volna egy másikat.
Elessar király trónra lépésekor a Megye újra a Király törvényeinek lett alárendelve.

## Tolkien hatása
A Megye iparosítását bemutató leírás Tolkien azon ifjúkori emlékein alapul, melyeket a vidéki Warwickshire-ben szerzett az ipari forradalom hatásairól és káros következményeiről. A hobbitok felkelése és a iparosítás előtti Megye visszaállítása magyarázható úgy, hogy az egyszerűség önkéntes vállalása gyógyszer lehet a modern társadalmak problémáira.
Tolkien térképein a Megye hasonló helyen található, mint Anglia a modern európai térképeken és felidézi a "Boldog Anglia" ideológiáját. Bár Anglia egy sziget része, a Megye pedig egy kontinens belsejében fekszik, az utóbbi mégis sok tekinteteben szigetszerű: nincsenek rá hatással a környező területek és ügyeik. Az elbeszélésben Tolkien mindvégig számos ponton utal a két terület hasonlóságára, mint például az időjárás, a mezőgazdaság és a tájszólás.

## Fordítás
- Ez a szócikk részben vagy egészben  a   Shire (Middle-earth) című angol Wikipédia-szócikk fordításán alapul.  Az eredeti cikk szerkesztőit annak laptörténete sorolja fel. Ez a jelzés csupán a megfogalmazás eredetét és a szerzői jogokat jelzi, nem szolgál a cikkben szereplő információk forrásmegjelöléseként.